# Battaglia di Rednitz
La battaglia di Rednitz del 22 giugno 910 fu una vittoria decisiva della cavalleria degli Ungari sugli eserciti della Francia orientale. Il luogo di questo scontro non è stato determinato con certezza, ma si ritiene che essa ebbe luogo vicino al fiume Rednitz, in Franconia, vicino al confine con la Baviera («in confinio Bavariae e Franciae»). Dopo la lotta, il re tedesco Ludovico IV il Fanciullo, insieme ai duchi svevi, franchi, bavari e sassoni, accettò di rendere omaggio al principato d'Ungheria.
Non è noto chi fosse il comandante dell'esercito ungaro (poteva essere un capo o un principe), ma era lo stesso che dieci giorni prima della battaglia di Rednitz, il 12 giugno 910 nella battaglia di Lechfeld, diedero una schiacciante sconfitta all'esercito tedesco guidato dal re Ludovico.

## Antefatti
La schermaglia rientra nelle lotte combattute nel corso della guerra ungarico-germanica iniziata nel 900, con la morte di Arnolfo di Carinzia, con cui gli Ungari erano alleati. Dopo che questi ultimi completarono la conquista della pianura pannonica (Transdanubio), la guerra si trascinò fino al 910. Le battaglie di Augusta e Rednitz terminarono entrambe con due disastrose sconfitte per i tedeschi, circostanza che costrinse il re Ludovico IV il Fanciullo e i ducati tedeschi ad accettare le perdite territoriali e a rendere omaggio agli Ungari. Durante questa guerra, dopo la battaglia di Presburgo, gli ungheresi continuarono le loro campagne contro il regno dei Franchi Orientali, per sottomettere completamente i tedeschi, sconfitti nel 907. Nel 908 un esercito ungherese invase la Turingia, uccidendo, nella battaglia di Eisenach, il suo duca, Bucardo, il duca Egino, e Rodolfo I, vescovo di Würzburg. Nel 909 un esercito ungaro invase la Baviera, ma fu sconfitto da Arnolfo, duca di Baviera in una piccola battaglia vicino a Pocking.

## Preludio
Re Ludovico IV il Fanciullo decise che le forze di tutti i ducati tedeschi si sarebbero riunite e avrebbero combattuto gli ungheresi. Egli minacciò persino di giustiziare coloro che non sarebbero unito al suo esercito. Sappiamo di due eserciti che si radunarono: uno, composto da svevi e altre forze della Germania meridionale, guidato nominalmente dal re Ludovico IV il Fanciullo (ma a causa della sua giovane età, in realtà il capo di questo esercito era il conte Gozbert di Alemannia e Managolt, conte di Ladengau, in Franconia), e l'altro, costituito da truppe radunate dalla Franconia, Lotaringia (presumendo che, se il duca di Lotaringia guidava l'esercito, molto probabilmente portò con sé anche un'importante truppa dal suo paese), Baviera e forse la Sassonia (tuttavia non sappiamo nulla dei sassoni che prendono parte a questa battaglia, ma presumiamo che abbiano anche risposero alla chiamata alle armi e la minaccia del re Ludovico e che forse vorrebbero porre fine agli attacchi ungheresi, perché subirono nel 906 e 908 due devastanti attacchi degli eserciti ungheresi), guidati da Gebeardo, duca di Lotaringia e Liudger, conte di Ladengau. Questi due eserciti hanno cercato di unire e combattere insieme gli ungheresi.
Gli ungheresi vennero a conoscenza dei piani di Ludovico IV il Fanciullo e mandarono rapidamente un esercito ungherese, che si precipitò per impedire l'adesione delle forze sveve e franche. Raggiunsero Augusta in marcia forzata molto rapidamente, totalmente inaspettato per Ludovico IV il Fanciullo e il suo esercito e, il 12 giugno 910, sconfissero nella battaglia di Augusta l'esercito del re. Forse l'incapacità dell'esercito franco di arrivare sulla scena della battaglia era dovuta ad alcune unità ungheresi, che "tenevano occupato" l'esercito franco-lotariano, distogliendo l'attenzione dei suoi leader dall'altra battaglia, la battaglia di Augusta. Quindi, l'esercito ungherese, con una tattica "napoleonica" (István Bóna), riuscì abilmente ad attaccare e affrontare questi due eserciti separatamente. Dopo quella prima battaglia, l'esercito ungaro marciava verso nord, al confine tra Baviera e Franconia, e si incontrò con le armate franco-bavaro-lotariane guidate da Gebhard, duca di Lorena a Rednitz. Non sappiamo chi guidasse gli ungheresi, ma sembra essere un leader militare, e non il Gran Principe degli Ungheresi, che nel IX-X secolo non si svolsero mai in una battaglia al di fuori dei territori ungheresi, essendo state condotte le campagne da più capi militari minori, l'horka o uno dei principi. Non sappiamo della forza dei due eserciti prima della battaglia, ma sappiamo che almeno tre (Franconia, Lotaringia, Baviera) se non quattro (Sassonia) Francesi orientali hanno preso parte alla battaglia e l'esercito è stato guidato da un duca e un conte, possiamo presumere che l'esercito tedesco fosse più grande degli ungheresi, che prima di questa battaglia dovettero combattere un'altra battaglia ad Augusta con l'esercito svevo del re tedesco Lodovico, che, sebbene fosse una vittoria, potrebbe causare anche loro alcune perdite. Come nella battaglia sopra menzionata, anche in questa battaglia si incontrarono due filosofie di guerra, stili e tipi di combattimenti e armi: l'europeo medievale, ispirato allo stile di guerra e pensiero strategico franco-europeo (consistente in armature pesanti e armi, il prevalere dell'esercito più forte senza dare molta importanza alla strategia), usato dai tedeschi e dalle tattiche della guerra nomade, dalla strategia e dalle armi usate dagli ungheresi (usando esclusivamente cavalleria, armatura leggera o assente, predominanza di archi e frecce, alta mobilità del corpo dell'esercito e predominanza di tattiche di guerra illusorie, che necessitavano di un pensiero strategico da parte dei comandanti).

## Battaglia
Non conosciamo molti dettagli sulla battaglia, solo che la battaglia avvenne al confine tra Baviera e Franconia, l'esercito tedesco fu pesantemente sconfitto, i comandanti dell'esercito, Gebeardo, duca di Lotaringia, Liudger, il conte di Ladengau, e la maggior parte dei soldati furono uccisi e quelli rimasti scapparono. Dagli Annales Alamannici possiamo anche presumere che, come nella battaglia di Augusta, gli ungari riuscirono a ingannare le truppe nemiche, questa volta i bavari (Baugariis) in modo tale che pensarono di aver vinto la battaglia, e in quel momento, quando il nemico abbassò la guardia, attaccarono di sorpresa e li sconfissero. È possibile che i Magiari avessero usato la stessa tattica nomade della finta ritirata, con cui avevano vinto la battaglia di Augusta dieci giorni prima.

## Conseguenze
Dopo queste due battaglie l'esercito ungherese saccheggiò e mise a ferro e fuoco i territori tedeschi, e nessuno cercò di combatterli di nuovo, ritirandosi nelle città e nei castelli fortificati e aspettando che tornassero in Ungheria. Sulla via del ritorno, gli ungheresi saccheggiarono i dintorni di Ratisbona, bruciando Altaich e Osterhofen. Solo i bavaresi riuscirono a sconfiggere un'unità ungherese saccheggiante minore a Neuching ma ciò non cambiò il fatto: l'annichilimento di gran parte del potere militare tedesco e la capacità di resistere agli attacchi ungheresi. Ciò è dimostrato dal fatto che dopo queste sconfitte, Ludovico IV il Fanciullo, il re tedesco, insieme ai principi svevo, franco, bavarese e sassone accettò di rendere omaggio agli ungheresi.

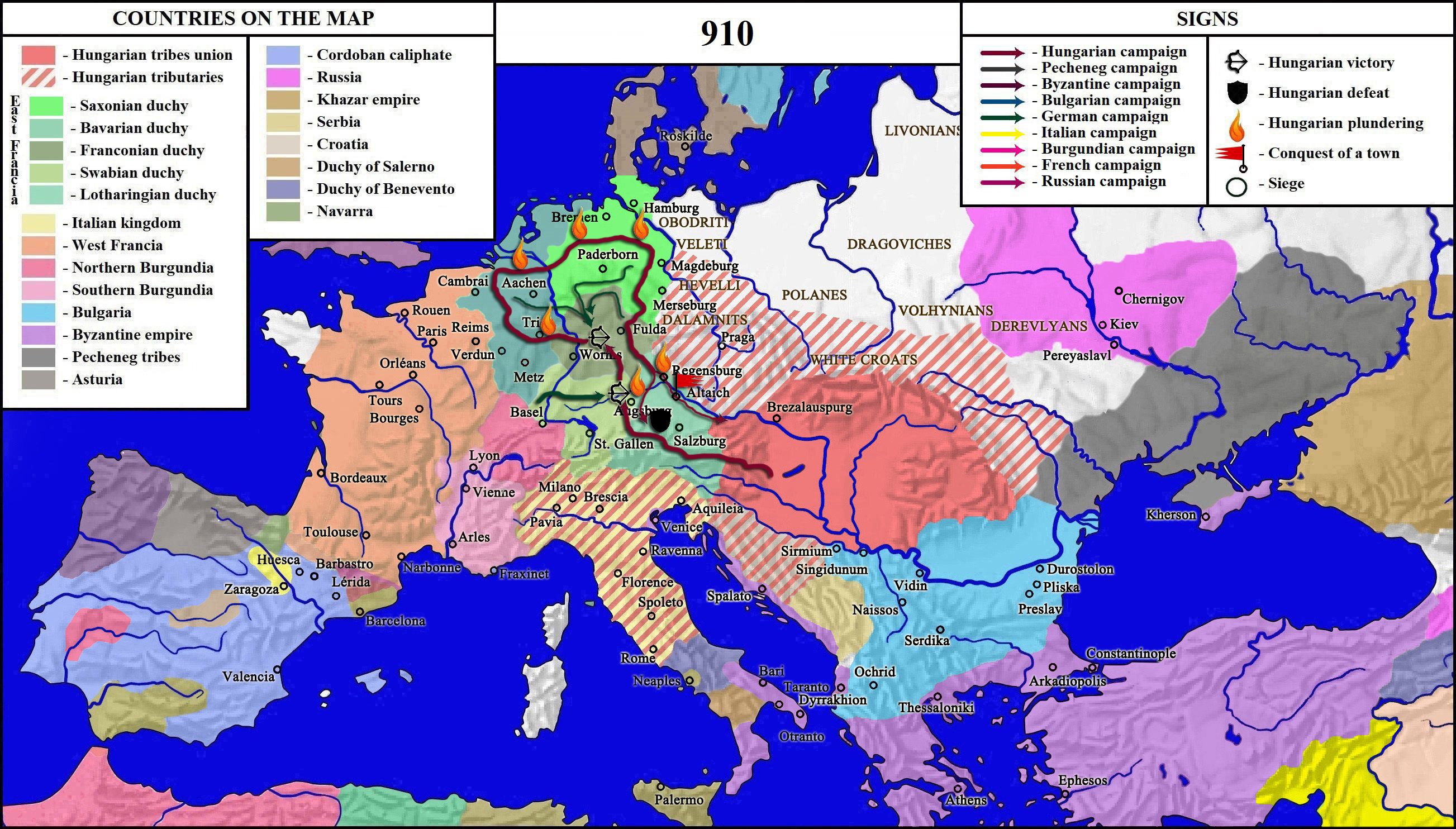
La campagna ungara del 910, che portò alle vittorie di Lechfeld e Rednitz.

Tuttavia Ludovico non sopravvisse a lungo in queste battaglie, morendo nel 911, forse a causa del trauma e dell'umiliazione di queste sconfitte. Il suo successore, Corrado I di Germania (911-918), si rifiutò di pagare qualsiasi tributo agli ungheresi (tuttavia i duchi di Baviera e Svevia pagarono da 917 tributi ai Magiari, che aiutarono la loro lotta contro i re tedeschi) e ciò causò attacchi da convento alla Germania compiuti dagli eserciti nomadi ungheresi (911, 913, 915, 917, 919, 924), che provocarono sconfitte (Eresburgo - 915, Püchen 919), distruzione (l'incendio di Brema 915, Basilea 917) e saccheggi, e solo alcuni successi (in particolare nel 913), che alla fine costrinsero il re Enrico nel 924 a ricominciare a rendere tributi, fino al 933, la battaglia di Riade che terminò la lunga (26 anni) periodo di superiorità militare ungherese e il loro dominio in Germania. Tuttavia le incursioni in Germania continuarono fino al 955, alla loro sconfitta decisiva nella seconda battaglia di Lechfeld.
I dieci anni successivi alle vittorie del 910, aumentarono la fiducia in se stessi degli ungari, causando attacchi più frequenti verso ovest e l'ampliamento della durata e della portata di queste campagne nei territori, che sfuggirono fino ai loro attacchi, come la Lotaringia, la Francia, il confine con la Danimarca, e la Borgogna.

## Conseguenze strategiche
Questa battaglia concluse e dimostrò una volta per tutte la superiorità militare della guerra leggera nomade corazzata e in rapido movimento su ciò che rappresentava il picco dello stile di guerra dell'Europa centrale e occidentale di quei tempi: gli eserciti germanici post-carolingi, rappresentati da pesanti armati, cavalleria e pedoni che si muovono lentamente, gli ungheresi nomadi li hanno sconfitti pesantemente più volte nel modo più categorico.
Dopo 4 anni (907-910) di pesanti sconfitte (Presburgo, Eisenach, Lechfeld, Rednitz) dalle mani degli ungari, ognuno dei quali risultante dall'annientamento degli eserciti (ciò causò una "carenza" di soldati in Germania) e la morte dei comandanti tedeschi (tra cui principi, duchi, conti, margravi, vescovi, arcivescovi), i re tedeschi (Corrado I di Germania, Enrico I) e altri leader politici, decisero di non combattere di nuovo in un campo aperto i Magiari, ovviamente tatticamente superiori, temendo di avere lo stesso destino dei loro predecessori, ma si ritirarono nei loro castelli e città murate (sapendo che gli ungheresi non sono molto abili negli assedi, perché non hanno attrezzature d'assedio), in attesa fino a quando hanno lasciato i loro paesi pieni di bottino. È interessante sapere che non solo i tedeschi che condividevano i confini con gli ungheresi scelsero di non combattere con loro (ad esempio nel 924 il re tedesco Enrico si ritirò nel suo castello di Werlaburgdorf, invece di difendere il suo ducato in battaglia, quando sentì che gli ungheresi attraversarono i confini della Sassonia e iniziarono a saccheggiare il suo regno), ma anche i francesi, ad esempio nel 919, quando gli ungheresi invasero Lotaringia e Francia, il re Carlo III il Semplice voleva radunare le forze del suo regno contro di loro, solo l'arcivescovo di Reims apparve dai nobili di tutto il regno, che ovviamente sentendo parlare dei rischi di una battaglia con gli arcieri del bacino dei Carpazi dalle notizie che arrivavano dalla Germania, decisero di non partecipare a una guerra contro di loro, così il re si ritirò insieme ai suoi 1 500 soldati, lasciando che i magiari saccheggiassero il suo paese. Perché la paura dei leader politici e militari europei dell'incontro con gli ungheresi, dopo gli anni fino al 910, quando in soli quattro anni (907-910) si verificarono quattro grandi battaglie (battaglia di Presburgo nel 907, battaglia di Eisenach nel 908, battaglia di Augusta nel 910 e battaglia di Rednitz), tra il 910 e il 933 si svolsero solo due importanti battaglie tra gli ungheresi e i loro nemici: nel 913 la battaglia dell'Inn (una vittoria bavarese-sveva) e nel 919 la battaglia di Püchen (gli ungheresi sconfissero il re tedesco Enrico l'Uccellatore).
Un'altra "tattica" usata dai re e dai duchi tedeschi tra il 910 e il 933, era di dare tributi in cambio di pace all'interno dei loro confini. Questa inefficienza e la paura degli eserciti europei di combattere contro gli ungari hanno reso possibile a questi ultimi di estendere le loro incursioni nell'Europa occidentale: Francia, Borgogna, nel nord della Spagna, nei Balcani a Costantinopoli e persino in Grecia.
Dopo lunghi anni di tributo agli ungari, il re tedesco Enrico I riuscì a trovare le tattiche appropriate per battere gli ungari, costruire mura possenti intorno alle città e formare un esercito composto da pesanti cavalieri, con cui poteva resistere con successo nel 933.

### Fonti primarie
- Liutprando da Cremona, Antapodosis, a cura di Paolo Chiesa, Fondazione Lorenzo Valla/Mondadori, 2015, ISBN 978-88-04-52190-7.

### Fonti secondarie
- (HU) István Bóna, A magyarok és Európa a 9-10. században (Gli ungari e l'Europa nel IX-X secolo), História, 2000, ISBN 978-96-38-31267-9.
- (HU) György Györffy, A magyarok elődeiről és a honfoglalásról - Sugli antenati degli ungheresi e della conquista, Budapest, Osiris Kiadó, 2002.
- (HU) Baják László, A fejedelmek kora. A korai magyar történet időrendi vázlata [L'Epoca dei Principi. Uno schema cronologico sull'antica storia ungherese], 2: 900-1000, Budapest, ÓMT, 2000.